# Walnussbaum Kipsdorfer Straße 171

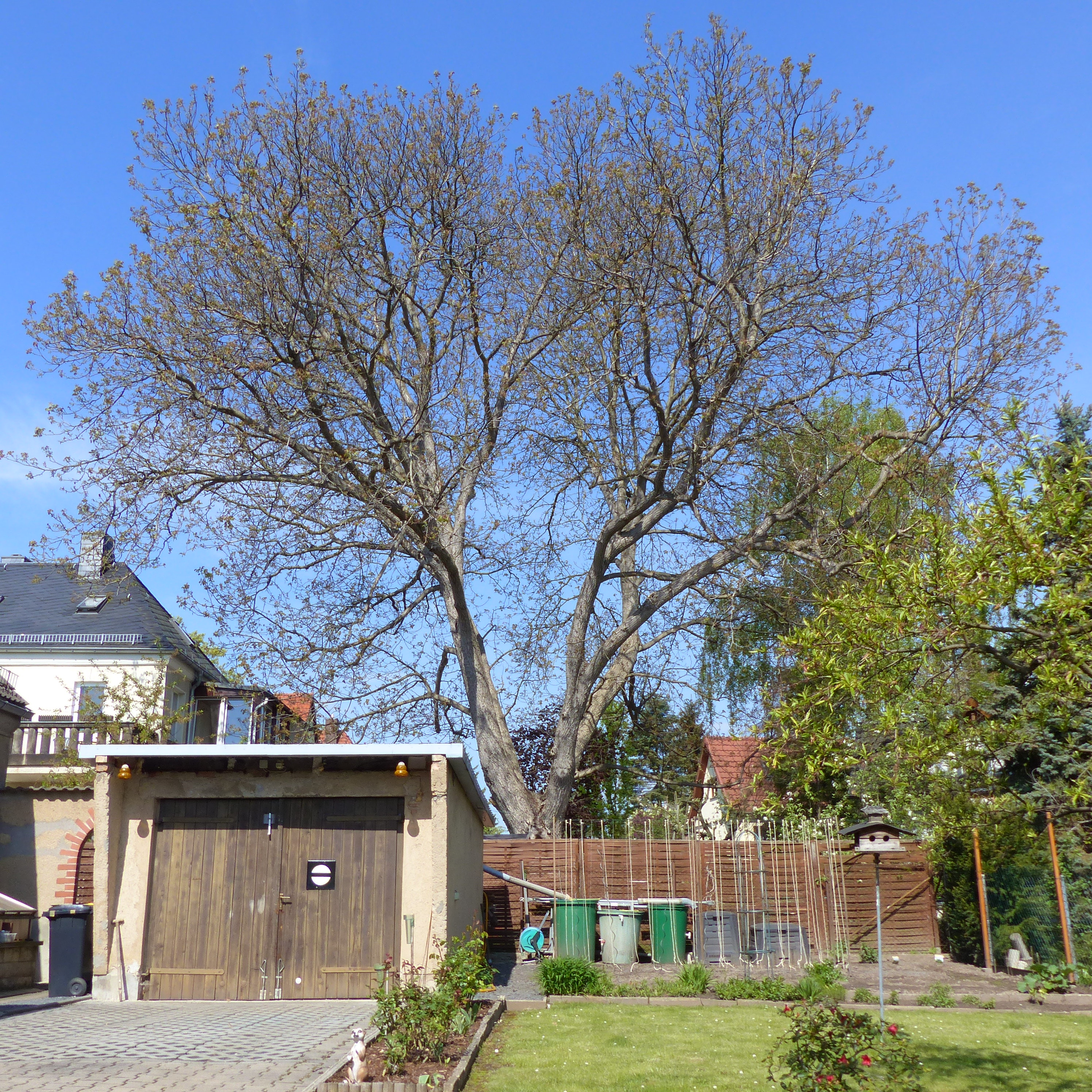
Walnussbaum Kipsdorfer Straße 171, Mai 2015
Foto bereitgestellt durch Dr. phil. habil. Bernd Gross, Dresden.

Der Walnussbaum Kipsdorfer Straße 171 ist ein als Einzelbaum ausgewiesenes Naturdenkmal (ND 129) im Dresdner Stadtteil Tolkewitz. Der Baum, eine Echte Walnuss (Juglans regia), ist mit 3,45 Metern Stammumfang, einer Höhe von 19 Metern und einer Kronenbreite von etwa 20 Metern eine Ausnahmeerscheinung.

## Geographie
Der Baum steht auf dem Neutolkewitzer Privatgrundstück Kipsdorfer Straße 171 (Flurstück 104/5, Gemarkung Tolkewitz) im Stadtbezirk Blasewitz im Dresdner Osten. Der Standort befindet sich nördlich hinter dem Wohnhaus, von der Straße aus hinter der Garage.

## Geschichte
Der Baum entstammt dem frühen 20. Jahrhundert, eventuell der Jahrhundertwende, und galt 2012 etwa 110 Jahre alt. Im Gegensatz zu vielen anderen Nussbäumen im Dresdner Raum, die 1957 erfroren sind, scheint dieses Exemplar eine gewisse Frosthärte zu haben, wodurch er „genetisch besonders wertvoll“ ist. Der Baum ist vital, neben Blüten und Blättern bildet er auch ausreichend Früchte aus, um davon Kuchen backen zu können.
Im Jahr 2012 beabsichtigte die Landeshauptstadt Dresden als Untere Naturschutzbehörde die Unterschutzstellung von „39 besonders wertvolle[n] Bäume[n] an 29 Standorten“, darunter im Dresdner Osten neben diesem Walnussbaum die Küstentanne Freischützstraße in Kleinzschachwitz, der Apfelbaum „Schafsnase“ auf der Grundstraße in Bühlau und die beiden Schwarz-Pappeln Laubegaster Ufer 1. Die Festsetzung als Naturdenkmal erfolgte im Januar 2015 mittels einer Verordnung. Bereits 1999 wurden die Eichen Kipsdorfer Straße (zwischen den Kreuzungen mit Anker- und Toeplerstraße) unter Schutz gestellt.
Der Schutzbereich rings um den Baum erstreckt sich unter der gesamten Krone zuzüglich fünf Metern, mindestens jedoch fünfzehn Meter von der Mitte des Stamms.